# Crash Course in Romance
Crash Course in Romance (일타 스캔들 Ilta Seukaendeul) ist eine südkoreanische Fernsehserie unter der Regie von Yoo Je-won mit Jeon Do-yeon und Jung Kyung-ho in den Hauptrollen. Sie wurde am 14. Januar 2023 auf tvN uraufgeführt und wird jeden Samstag und Sonntag um 21:10 Uhr ausgestrahlt.

## Besetzung

### Hauptdarsteller
- Jeon Do-yeon als Nam Haeng-seon[1] (Lee Yeon als junge Nam Haeng-seon)[2]
- Jung Kyung-ho als Choi Chi-yeol[1] (Kim Min-chul als junger Choi Chi-yeol)[3]

### Nebendarsteller
- Lee Bong-ryun als Kim Young-joo[4]
- Oh Eui-shik als Nam Jae-woo[5]
- Roh Yoon-seo als Nam Hae-yi[6]
- Shin Jae-ha as Ji Dong-hee[7]
- Lee Chae-min als Lee Seon-jae[8]
- Jang Young-nam als Jang Seo-jin[9]
- Kim Sun-young als Jo Su-hee[10]
- Hwang Bo-ra als Lee Mi-ok[11]
- Heo Jeong-do als Kang Joon-sang